# Omar Pouso
Omar Heber Pouso Osores (ur. 28 lutego 1980 w Montevideo) – urugwajski piłkarz występujący na pozycji pomocnika. Zawodnik Libertadu Asunción.

## Kariera klubowa
Pouso zawodową karierę rozpoczynał w 1998 roku w klubie Danubio z Primera División Uruguaya. W 2001 roku i w 2002 roku wywalczył z nim wicemistrzostwo Urugwaju, a w 2004 roku zdobył mistrzostwo Urugwaju. W ciągu 7 lat w barwach Danubio rozegrał 168 spotkań i zdobył 19 bramek. W 2005 roku przeszedł do CA Peñarol. W sierpniu 2006 roku został wypożyczony do angielskiego Charltonu Athletic. W Premier League Pouso zadebiutował 16 września 2006 roku w przegranym 0:1 meczu z Portsmouth. Było to jednak jedyne spotkanie rozegrane przez niego w barwach Charltonu. W grudniu 2006 roku powrócił do Peñarolu. Spędził tam jeszcze kilka miesięcy.
W 2007 roku Pouso odszedł do paragwajskiego Libertadu Asunción. W tym samym roku zdobył z nim mistrzostwo Paragwaju. W 2008 roku wygrał z nim także Torneo Apertura oraz Torneo Clausura.

## Kariera reprezentacyjna
W reprezentacji Urugwaju Pouso zadebiutował 8 lipca 2004 roku w zremisowanym 2:2 meczu Copa América z Meksykiem. Na tamtym turnieju zagrał także w spotkaniach z Ekwadorem (2:1), Brazylią (1:1, 4:3 w rzutach karnych), oraz Kolumbią (2:1). Tamten turniej zespół Urugwaju zakończył na 3. miejscu.